# Victoria Catlin
Victoria Catlin (gebürtig Victoria Shechter; * 23. September 1952 in Moline, Illinois; † 28. Februar 2024) war eine US-amerikanische Schauspielerin.

## Wissenswertes
Victoria Catlin war ab Mitte der 1980er Jahre schauspielerisch aktiv. Sie verkörperte vor allem Rollen in Horrorfilmen wie Ghoulies (1985), Maniac Cop (1988) und The Howling 5 – Das Tier kehrt zurück (1989). Zudem war sie in mehreren Episoden der Erfolgsserie Twin Peaks in der Rolle der Blackie O’Reilly zu sehen.
Nach 1990 trat Catlin nicht mehr als Schauspielerin in Erscheinung.
Sie verstarb am 28. Februar 2024.

## Filme und Serien
- 1985: Ghoulies
- 1986: Slow Burn (Fernsehfilm)
- 1987: Unglaubliche Geschichten (Amazing Stories, Fernsehserie, 1 Folge)
- 1987: Traumfrau vom Dienst (Maid to Order)
- 1988: Maniac Cop
- 1989: The Howling 5 – Das Tier kehrt zurück (Howling V: The Rebirth)
- 1989: Mutant on the Bounty
- 1990: Twin Peaks (Fernsehserie, 7 Folgen)
- 1990: The New Adam-12 (Adam-12, Fernsehserie, 1 Folge)